# Dharma Kencana V
Le Dharma Kencana V est un ferry appartenant à la compagnie japonaise DLU Ferry. Construit de 1996 à 1997 aux chantiers Mitsubishi Heavy Industries de Shimonoseki sous le nom d‘Osaka Express (おおさかエキスプレス, Ōsaka ekisupuresu), il est mis en service en juillet 1997 les liaisons entre le Kansai et l'île de Kyūshū, tout d'abord sous les couleurs de la compagnie Marine Express puis à partir de 2004 pour le compte de Miyazaki Car Ferry. Il prend le nom de Kobe Express (こうべエキスプレス, Kōbe ekisupuresu) en 2014 à l'occasion du changement de port de départ de MCF qui est déplacé d'Ōsaka à Kobe. Remplacé en octobre 2022 par le nouveau Ferry Rokko, il est revendu à la compagnie indonésienne DLU Ferry et rebaptisé Dharma Kencana V.

## Histoire

### Origines et construction
Au cours des années 1990, la compagnie Marine Express, poursuit son programme de renouvellement de sa flotte entamé au début de la décennie. Après les jumeaux Pacific Express et Phoenix Express construits pour assurer la ligne entre Kawasaki et Hyūga, l'armateur japonais envisage la mise en service d'une nouvelle paire de car-ferries pour la ligne Ōsaka - Miyazaki en remplacement des vieux Takachiho Maru et Mimitsu Maru.
Conçus sur la base des Pacific Express et Phoenix Express, les futurs navires, nommés Miyazaki Express et Osaka Express, sont prévus pour avoir des dimensions similaires avec une longueur de 170 mètres et une capacité semblable avec environ 690 passagers, 85 véhicules et 130 remorques. Dans un souci d'économie, l'appareil propulsif choisi pour la nouvelle paire est moins puissant et leurs aménagements intérieurs moins confortables que les précédents sister-ships, comme en témoigne l'absence des suites avec balcon ou encore les parties communes plus fonctionnelles. 
À l'instar de leurs aînés, la construction des futurs navires est confiée aux chantiers Mitsubishi Heavy Industries. L‘Osaka Express est mis sur cale au site de Shimonoseki en novembre 1996 et lancé le 12 mai 1997. Après finitions, il est livré à Marine Express le 22 juillet 1997.

### Service

#### Marine Express (1997-2004)

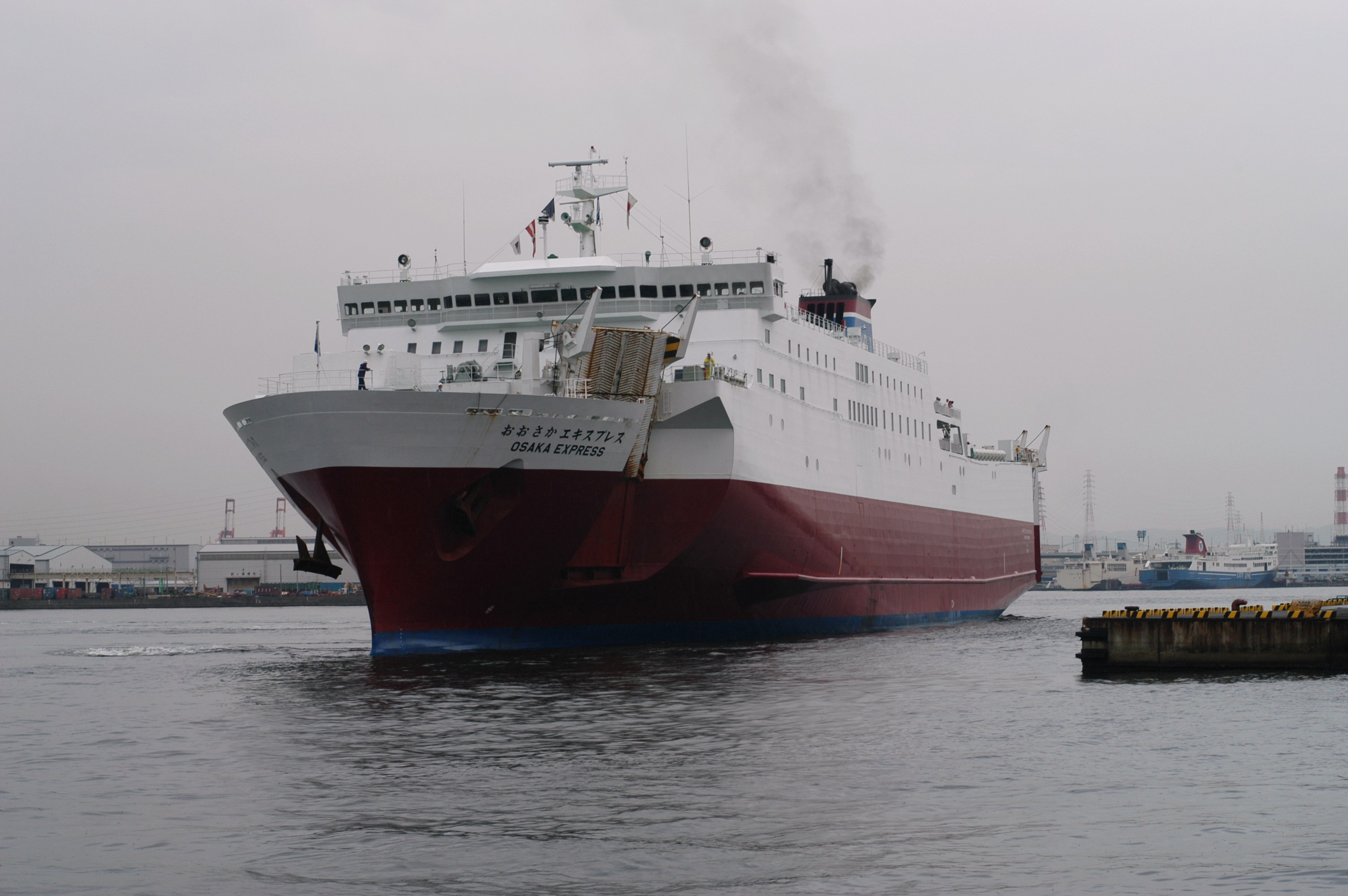
L‘Osaka Express à Ōsaka.

L‘Osaka Express est mis en service le 28 juillet 1997 entre Ōsaka et Miyazaki en remplacement du Mimitsu Maru. Il dessert alors cette ligne en tandem avec son jumeau le Miyazaki Express
En 2004, la compagnie Marine Express est en proie à d'importantes difficultés financières. Afin d'amortir les coûts d'exploitations de sa flotte, les activités de l'armateur sont divisées, la ligne Ōsaka - Miyazaki ainsi que les navires sont opérés par Miyazaki Car Ferry, société mise en place par des cadres de Marine Express. 

#### Miyazaki Car Ferry (2004-2022)
En dépit de la scission de ses activités, Marine Express fait faillite en 2005. Une partie de ses actifs et de la flotte intègre alors Miyazaki Car Ferry. L‘Osaka Express conserve ainsi son affectation habituelle.
À compter du 1er octobre 2014, la compagnie quitte le port d'Ōsaka en raison de coûts portuaires trop élevés. L‘Osaka Express et son jumeau assurent donc les départs depuis Kobe. C'est à cette occasion que le navire est renommé Kobe Express.
Le 4 octobre 2022, le navire arrive à Kobe et termine sa dernière traversée pour le compte de Miyazaki Car Ferry. Supplanté au sein de la flotte par le nouveau Ferry Rokko, il rejoint dans un premier temps Miyazaki, son port d'attache, dans l'attente d'un potentiel repreneur. Revendu quelques jours plus tard à l'armateur indonésien DLU Ferry, qui avait fait quelques mois plus tôt l'acquisition de son sister-ship, il quitte définitivement le Japon le 10 octobre.

## Aménagements
Le Dharma Kencana V possède huit ponts. Si le navire s'étend en réalité sur 10 ponts, deux d'entre sont inexistants au niveau des garages afin de lui permettre de transporter du fret. Du point de vue commercial, les ponts sont désignés par ordre alphabétique à partir du pont n°6 qui correspond au pont A. Les locaux passagers occupent les ponts A et B tandis que le pont supérieur est consacré à l'équipage. Les ponts C, D, E, F et G abritent quant à eux les garages.

### Locaux communs
Les installations du Dharma Kencana V sont simples mais fonctionnelles. Les passagers ont à leur disposition un restaurant sur le pont B ainsi que deux bains publics (appelés sentō) avec vue sur la mer sur le pont A. Un espace informations avec une boutique et des distributeurs est également présent sur le pont B

### Cabines
À bord du Kobe Express les cabines sont réparties en deux catégories offrant des prestations différentes. Le navire est ainsi équipé de deux suites de 1re classe, cinq chambres de catégorie A, douze de catégorie B et dix de catégorie S. 
En 2de classe, on retrouve des dortoirs collectifs de à 8 ou 12 personnes, dont 33 situés au pont A et le reste à l'avant du pont B pour une capacité de 172 personnes.

## Caractéristiques
Le Dharma Kencana V mesure 170 mètres de long pour 27 mètres de large, son tonnage est de 11 933 UMS (ce qui n'est pas exact, le tonnage des car-ferries japonais étant défini sur des critères différents). Il peut embarquer 690 passagers et 85 véhicules dans un spacieux garage pouvant également contenir 130 remorques accessible par deux portes rampes latérale, l'une à la proue et l'autre à la poupe du côté bâbord. La propulsion du Dharma Kencana V est assurée par deux moteurs diesels NKK-Pielstick 12PC4-2V développant une puissance de 39 600 chevaux entrainant deux hélices faisant filer le bâtiment à une vitesse de 25 nœuds. Il est aussi doté d'un propulseur d'étrave et d'un propulseur arrière ainsi qu'un stabilisateur anti-roulis. Les dispositifs de sécurité sont essentiellement composés de radeaux de sauvetage mais aussi d'une embarcation semi-rigide de secours.

## Ligne desservie
Depuis sa mise en service, le navire effectuait toute l'année la liaison entre le Kansai et Kyūshū en traversée de nuit. De 1996 à 2014, pour le compte de Marine Express puis de Miyazaki Car Ferry, le navire était affecté entre Ōsaka et Miyazaki. À partir de 2014 toutefois, les départs se font désormais depuis Kobe en raison de ses coûts portuaires moins élevés.